# Jean Suau
Pour les articles homonymes, voir Suau (homonymie).
Jean Suau, aussi Jean Reuman Suavius, (né à Rieumes en 1503 et mort à Rome le 29 avril 1566), est un cardinal français du XVIe siècle.

## Repères biographiques
Jean Suau est notamment auditeur à la Rote romaine. Il est élu évêque de Mirepoix en 1555.
Le pape Paul IV le crée cardinal lors du consistoire du 20 décembre 1555. Il participe au conclave de 1559, lors duquel Pie IV est élu pape, et à celui de 1565-1566 (élection de Pie V). Le cardinal Suau est nommé préfet du Tribunal suprême de la Signature apostolique  et résigne le gouvernement de son diocèse.